# Gran Café Ateneo
El  Gran Café Ateneo  de la ciudad de Montevideo fue un café en el que actuaron importantes artistas vinculados al tango, que funcionó desde la primera década del 1900 en Avenida 18 de Julio N° 1182, frente a la Plaza Cagancha,  hasta 1953 en que fue mudado al subsuelo del cine Eliseo.

## Historia
Era uno de los más elegantes y concurridos de Montevideo; otros locales similares de prestigiosa trayectoria como el Metro, el Libertad, el Saturno y el Sorocabana ya estaban en las proximidades o abrieron posteriormente. Se instaló en la planta baja de una antigua casa señorial de dos plantas, cuyas grandes aberturas mirando a la plaza, eran protegidas durante las temporadas estivales por toldos que avanzaban sobre la acera y hacían que esta fuera propicia para instalar mesas en ella durante las veladas de verano. 
Fue fundado por Manuel Gil y su hermano, empresarios conocedores de la vida social y comercial de la época y el nombre Ateneo, seguramente estaba tomado de la institución del mismo nombre que se encontraba en el otro extremo de la plaza, que desde su inauguración en 1901 era un centro social y cultural emblemático de gran influencia de donde posiblemente provinieran algunos de los primeros clientes. Otra fuente de parroquianos habituales eran los pedagogos y maestros del cercano instituto magisterial y del Museo Pedagógico José Pedro Varela y, a partir de la instalación del diario El País en las cercanías, también sus periodistas estuvieron entre los concurrentes habituales..
Pocos cafés de la época tuvieron un espectro de actividades tan variado como el Ateneo a lo largo de sus 60 años de existencia, desarrollados en dos etapas y diferentes ubicaciones, como luego veremos. 
El Ateneo tenía el subsuelo un espacio destinado a los jugadores, llamado el “Gran Salón de Billares Subterráneo”, donde además de los billaristas concurrían  clientes a jugar ajedrez, truco, tute remate, gofo y otros del estilo, propios de la época. 
Otra de las actividades que atraían a los clientes eran las peñas artístico literarias. Así el maestro, escritor, pedagogo y periodista Jesualdo Sosa, simplemente Jesualdo, relató que en la década de 1920 cuenta de su pertenencia a una de ellas durante la década de 1920, dirigida por el poeta y ensayista Juan Carlos Abellá a la cual, entre otros, concurrían el poeta Humberto Zarrilli y los pintores Julio Verdié y Alfredo De Simone. Otra de las peñas la dirigía el poeta Juan Aguirre, junto con Juan Carlos Welker, el poeta, crítico y Director de Bibliotecas Municipales Cipriano Santiago Vitureira, el poeta Alfredo Larrobla, Ramón Díaz y Juvenal Ortiz Saralegui.
Al comenzar la noche actuaban conjuntos que ejecutaban el tango llamado “de salón” por oposición al tango canyengue que se tocaba en los suburbios.
Entre los conjuntos que actuaban cabe destacar las orquestas del violinista Pedro Casella y el bandoneonista Félix Laurenz (hermano de Pedro Laurenz) que se presentaba como Laurenz-Casella, con la voz de Enrique Campos, la que dirigía Carlos Marcucci, la orquesta “Pampero”, en la que se lucían músicos como Ortega, el violinista Juan Tróccoli, Leopoldo Espinosa, Gabriel “Pichin” Demarco, Américo Pioli y José Mirabelli y conjuntos argentinos como los de Astor Piazzolla, con Francisco Fiorentino y Osvaldo Pugliese con la voz de Roberto Chanel.
En la década de 1920 –y siguiendo la moda del momento- tuvo su “Orquestas de señoritas”, que actuaba desde un palco o escenario elevado, como en los grandes salones europeos del momento. 
Algunas temporadas tuvieron la animación de Madame Chapuis, una famosa artista francesa, que cantaba a la sordina las canciones de las “medinettes” de Paris.
Ya en la década de 1950, actuó la orquesta típica de Orosmán Fernández “El Gato” con los cantantes Olga Delgrossi y Carlos Valle. Entre otrs orquestas locales que actuaban se encontraban las de Antonio Romano, la de Donato Racciatti, con las voces de Nina Miranda, Jorge Escalada, Víctor Ruiz, Olga Delgrossi. En una época llegó a haber tres conciertos por día y además se hacían concursos de cantores, en uno de los cuales el ganador fue Julio Sosa que todavía no había saltado a la fama. Durante bastante tiempo el animador de los espectáculos musicales fue el conocido actor y cantante Roberto Barry.
El Ateneo funcionó en dicho local hasta el año 1953, en que fue trasladado al subsuelo del edificio de la Avenida 18 de Julio donde funcionaba el cine Eliseo, luego "Eliseo Cinerama", y después "Estudio del Sodre". En cuanto al señorial edificio donde estaba el Gran Café Ateneo, fue demolido en la década de 1960 y sustituido por un edificio de propiedad horizontal.